# Pilatus PC-9
Pilatus PC-9 je enomotorno nizkokrilno turbopropelersko šolsko letalo z zaporednima katapultnima sedežema v dvignjeni kabini. Izdelan je v švicarski tovarni letal Pilatus Aircraft.

## Razvoj
PC-9 velja za močnejšo različico predhodnika v tej kategoriji letal, PC-7. Ohranja vse lastnosti svojega predhodnika, vendar ima zelo malo enakih konstrukcijskih lastnosti. Izmed vseh izboljšav ima PC-9 večjo in sodobnejšo kabino s katapultnima sedežema.
Program PC-9 se je uradno začel izvajati leta 1982. Čeprav so nekatere aerodinamične elemente začeli preizkušati na letalih PC-7 med letoma 1982 in 1983, je prvi prototip letala PC-9 vzletel 7. maja 1984. Drugi prototip je vzletel 20. julija istega leta. Ta prototip je že imel vso standardno elektroniko in letalne inštrumente in je bil skoraj v popolnosti primerljiv s serijskim modelom.
Certifikat je letalo dobilo septembra 1985. V tem času je letalo PC-9 izgubilo pomembno bitko za šolsko letalo britanskega Kraljevega vojnega letalstva z brazilskim letalom EMB-312 Tucano. Kljub temu marketinškemu linču pa je Pilatusu stal ob strani angleški British Aerospace in kmalu je sodelovanje obrodilo sadove pri prvem naročilu iz Saudove Arabije.
Prvo serijsko narejeno letalo pa je vzletelo v barvah Kraljevega avstralskega vojnega letalstva Avstralije 19. maja 1987 pod oznako PC-9/A.
Nemški Condor Airlines uporablja 10 primerkov za vleko tarč pod oznako PC-9B. Ta varianta podaljša dolet za 3 ure in 20 minut, skupaj z dvema vitloma Southwest RM-24 pod obema kriloma.
Da bi Pilatus Aircraft udejanjil zahtevo Vojnega letalstva ZDA in Vojne mornarice ZDA po novem šolskem letalu, se je združil z Beech Aircraftom in skupaj sta razvila verzijo letala PC-9 imenovano Beech Pilatus PC-9 Mk.II. Kasneje je letalo dobilo ime T-6A Texan II in so ga samostojno izdelovali in prodajali v podjetju Raytheon.
Model Pilatus PC-9M »Hudournik«, ki je bil predstavljen leta 1997, je bil izdelan kot plod sodelovanje Slovenske vojske in izraelske vojaške industrije in je narekoval nove standarde tega letala. Ima podaljšano hrbtno plavut letala, kar izboljša stabilnost letala, pod krili ima obešene nosilce za orožje, prav tako ima tudi nov motor. V pilotski kabini pa ima inštrumente prilagojene za bojne naloge. Ta model je že v samem začetku naletel na dober odziv: Slovenija je v decembru leta 1997 naročila 9 letal, januarja leta 1999 je Oman naročil 12 primerkov, 8. januarja pa 2003 je Irska podpisala pogodbo o dobavi 8 letal.

## Nesreče letala
Letalo PC-9 je z le dvema nesrečama v svoji več kot 20-letni zgodovini zelo varno letalo.
- 3. marca 2004 se je letalo Pilatus PC-9M »Hudournik« Slovenske vojske zrušilo v Sloveniji. Nesreča se je zgodila na Štajerskem v Spodnjih Žerjavcih. Letalo je letelo nizko in pri tem oplazilo nekaj dreves in strmoglavilo na polje. Kasneje se je izkazalo, da je pilot med letom doživel srčni napad.
- Letalo PC-9M v lasti ciprske Nacionalne garde je strmoglavilo 10. septembra 2005 blizu vasi Kolossi na Cipru. Za zdaj vzroki nesreče še niso znani, letalo naj bi letelo okoli 80 km izven začrtane smeri in brezciljno krožilo, ter oplazilo zvonik lokalne cerkve.

## Uporabniki
Nepopoln seznam uporabnikov PC-9:
- Angola: 4 (dostavljeno leta 1987)
- Avstralija: 67 (dva sta bila narejena v tovarni Pilatus, 17 jih je bilo dostavljenih po delih in zgrajenih v tovarni Hawker de Havilland, ostalih 48 pa so izdelali sami prav tako v tej tovarni.)
- Bolgarija: 6 (dostavljeno leta 2004)
- Hrvaška: 20 (dostavljeno leta 1997)
- Ciper: 1 (dostavljeno leta 1989. Uradno 2, vendar je bil drugi uničen v nesreči leta 2005.)
- Irak: 20 (dostavljeno leta 1987)
- Irska: 8 (naročeni v januarju 2003, dostavljeni sredi leta 2004)
- Mjanmar: 10 (dostavljeno aprila 1986)
- Oman: 12 (dostavljeno od leta 1999 do marca 2000)
- Saudova Arabija: 50 (dostavljeno decembra 1986. S posredovanjem British Aerospace-a.)
- Slovenija: 11 (3 dostavljeni leta 1995 (eden je bil izgubljen v nesreči leta 2004), 9 dostavljenih novembra 1998. Ti primerki so bili nadgrajeni v Izraelu.)
- Švica: 14 (dostavljeno leta 1987)
- Tajska: 36 (dostavljeno leta 1991)
- Združene države Amerike uporabljajo PC-9 za osnovno vadbo pilotov na letalih pod imenom T-6A Texan II. Ta izvedba je zgrajena v Raytheonu v Kansasu. Zgradili naj bi jih okoli 700 s Pilatusovo licenco.

## Sorodne izvedenke
Sorodna izvedba: T-6 Texan II
Primerljiva letala:
Zaporedne izvedbe Pilatusa: P-2 – P-3 - PC-6 – PC-7 - PC-9 - PC-11 - PC-12 - PC-21